# Félix Micolta
Félix Andrés Micolta (El Charco, Nariño, Colombia; 30 de noviembre de 1989) es un futbolista colombiano. Juega de extremo y actualmente se encuentra en Club Deportivo FAS de la Liga Mayor de Fútbol de El Salvador.

## Trayectoria

### Atlético Bucaramanga
Debutó con el Atlético Bucaramanga en el año 2007, tomando rápidamente gran protagonismo a nivel nacional, lo que llamó la atención de varios clubes como el Deportivo Cali y el Once Caldas, club que finalmente lo contrataría para el inicio del 2009.

### Once Caldas
Inició su fase con el Once Caldas en el 2009. Se adaptaría rápidamente al esquema del club y se convertiría en uno de los hombres más importantes para el título conseguido por los "albos" en el apertura del 2009. Tuvo igual protagonismo en la consagración de los blancos en el finalización del 2010 y en la Copa Libertadores.

### Deportes Tolima
En el 2011 es fichado por el Deportes Tolima en su necesidad de un goleador nato, dada la suspensión del máximo anotador de los pijaos, Wilder Medina, por consumo de sustancias ilegales.

### Deportivo Cali
En el Deportes Tolima seguía estando en los planes del Deportivo Cali, llegando así a este en el 2012. 

### Atlético Nacional
Para junio del 2012 se convierte en nuevo jugador de Atlético Nacional firmando un contrato por 3 años.

### Santa Fe
En julio del 2013 es cedido a préstamo al Santa Fe por petición del jugador.

### Marítimo
En julio de 2014 es fichado por el Marítimo de Portugal.

### Independiente Medellín
Estuvo en el Independiente Medellín en un tramo de 6 meses.

### FC Juárez
Para el 2016 llega al Fútbol Club Juárez de la Liga de ascenso de México.
El 2 de abril le daría la victoria a su equipo por la mínima frente a Celaya llegando a su segundo gol con el club.

### Jaguares de Chiapas
El 24 de diciembre de 2016 es anunciado como refuerzo para el 2017 de Jaguares de Chiapas de la Primera División de México. El 28 de febrero de 2017 marca su primer hat-trick como profesional dándole la victoria a su club 3 a 2 sobre los Potros UAEM. por la Copa México.

### Club Puebla
El 8 de junio es oficial su cesión al Puebla de la Primera División de México. Su primer gol lo marca el 27 de agosto en la derrota como visitantes contra Deportivo Toluca.

### América de Cali
El 23 de enero de 2018 es anunciado como nuevo refuerzo para el América de Cali de la Categoría Primera A de Colombia. Debuta con gol el 18 de febrero en la victoria 2 por 0 sobre Patriotas Boyacá.

### Club Puebla
En junio de 2018 vuelve de cesión al Club Puebla de la Primera División de México. Debuta el 4 de septiembre en la victoria por la mínima en su visita al CF Mérida. Marca su primer el 28 de octubre en la goleada 4 por 0 como visitantes contra Club León luego de ingresar dese el banco.

### Avispa Fukuoka
El 14 de febrero de 2019 se marcha al Avispa Fukuoka japonés como cedido hasta final de año.

### Once Caldas
El "cocodrilo" volvió al equipo blanco después de 10 años junto a Jefferson Cuero.
Su primer gol en esta etapa lo marcó el viernes 17 de septiembre del 2021, en la fecha 10, partido que su equipo perdió 3-1 con el DIM en Medellín.

## Clubes
| Club                   | País     | Año             |
| ---------------------- | -------- | --------------- |
| Atlético Bucaramanga   | Colombia | 2007 - 2008     |
| Once Caldas            | Colombia | 2009 - 2011     |
| Deportes Tolima        | Colombia | 2011            |
| Deportivo Cali         | Colombia | 2012            |
| Atlético Nacional      | Colombia | 2012 - 2013     |
| Santa Fe               | Colombia | 2013            |
| Uniautónoma            | Colombia | 2014            |
| Marítimo               | Portugal | 2014 - 2015     |
| Independiente Medellín | Colombia | 2015            |
| Juárez                 | México   | 2016            |
| Jaguares de Chiapas    | México   | 2017            |
| Puebla                 | México   | 2017            |
| América de Cali        | Colombia | 2018            |
| Puebla                 | México   | 2018 - 2019     |
| Avispa Fukuoka         | Japón    | 2019 - 2020     |
| Once Caldas            | Colombia | 2021 - Presente |

## Estadísticas
- Fuente 1

| Atlético Bucaramanga · Colombia |               |               |     |    |    |    |   |    |     |      |      |
| 1ª | 2008          | 15            | 1   | 0  | 0  | 0  | 0 | 15 | 1   | 0.07 |      |
| Total club | Total club    | 15            | 1   | 0  | 0  | 0  | 0 | 15 | 1   | 0,07 |      |
| Once Caldas · Colombia |               |               |     |    |    |    |   |    |     |      |      |
| 1ª | 2009          | 13            | 0   | 0  | 0  | 0  | 0 | 13 | 0   | 0    |      |
| 1ª | 2010          | 22            | 5   | 0  | 0  | 0  | 0 | 22 | 5   | 0,23 |      |
| 1ª | 2011          | 14            | 3   | 2  | 1  | 8  | 0 | 24 | 4   | 0,17 |      |
| Total club | Total club    | 49            | 8   | 2  | 1  | 8  | 0 | 59 | 9   | 0,15 |      |
| Deportes Tolima · Colombia |               |               |     |    |    |    |   |    |     |      |      |
| 1ª | 2011          | 6             | 0   | 2  | 1  | 0  | 0 | 8  | 1   | 0,13 |      |
| Total club | Total club    | 6             | 0   | 2  | 1  | 0  | 0 | 8  | 1   | 0,13 |      |
| Deportivo Cali · Colombia |               |               |     |    |    |    |   |    |     |      |      |
| 1ª | 2012          | 14            | 3   | 3  | 0  | 0  | 0 | 17 | 3   | 0,18 |      |
| Total club | Total club    | 14            | 3   | 3  | 0  | 0  | 0 | 17 | 3   | 0,18 |      |
| Atlético Nacional · Colombia |               |               |     |    |    |    |   |    |     |      |      |
| 1ª | 2012          | 20            | 2   | 8  | 4  | 0  | 0 | 28 | 6   | 0,21 |      |
| 1ª | 2013          | 4             | 0   | 10 | 1  | 0  | 0 | 14 | 1   | 0,07 |      |
| Total club | Total club    | 24            | 2   | 18 | 5  | 0  | 0 | 42 | 7   | 0,17 |      |
| Santa Fe · Colombia |               |               |     |    |    |    |   |    |     |      |      |
| 1ª | 2013          | 11            | 0   | 2  | 0  | 0  | 0 | 13 | 0   | 0,00 |      |
| Total club | Total club    | 11            | 0   | 2  | 0  | 0  | 0 | 13 | 0   | 0,00 |      |
| Uniautónoma · Colombia |               |               |     |    |    |    |   |    |     |      |      |
| 1ª | 2014          | 11            | 0   | 0  | 0  | 0  | 0 | 11 | 0   | 0,00 |      |
| Total club | Total club    | 11            | 0   | 0  | 0  | 0  | 0 | 11 | 0   | 0,00 |      |
| Marítimo Portugal |               |               |     |    |    |    |   |    |     |      |      |
| 1ª | 2014-15       | 10            | 1   | 4  | 0  | 0  | 0 | 14 | 1   | 0,07 |      |
| Total club | Total club    | 10            | 1   | 4  | 0  | 0  | 0 | 14 | 1   | 0,07 |      |
| Independiente Medellín · Colombia |               |               |     |    |    |    |   |    |     |      |      |
| 1ª | 2015          | 9             | 0   | 2  | 0  | 0  | 0 | 11 | 0   | 0,00 |      |
| Total club | Total club    | 9             | 0   | 2  | 0  | 0  | 0 | 11 | 0   | 0,00 |      |
| Juárez · México |               |               |     |    |    |    |   |    |     |      |      |
| 2ª | 2016          | 11            | 1   | 7  | 1  | 0  | 0 | 18 | 2   | 0,13 |      |
| 2ª | 2016-17       | 14            | 3   | 4  | 1  | 0  | 0 | 18 | 4   | 0,28 |      |
| Total club | Total club    | 25            | 4   | 11 | 2  | 0  | 0 | 37 | 6   | 0,26 |      |
| Jaguares de Chiapas · México |               |               |     |    |    |    |   |    |     |      |      |
| 1ª | 2017          | 15            | 3   | 4  | 4  | 0  | 0 | 19 | 7   | 0,41 |      |
| Total club | Total club    | 15            | 3   | 4  | 4  | 0  | 0 | 19 | 7   | 0,41 |      |
| Club Puebla · México | 1ª            | 2017          | 13  | 2  | 3  | 0  | 0 | 0  | 16  | 2    | 0,12 |
| Club Puebla · México | Total club    | Total club    | 13  | 2  | 3  | 0  | 0 | 0  | 16  | 2    | 0,12 |
| América de Cali · Colombia | 1ª            | 2018          | 9   | 1  | 0  | 0  | 1 | 0  | 10  | 1    | 0,10 |
| América de Cali · Colombia | Total club    | Total club    | 9   | 1  | 0  | 0  | 1 | 0  | 10  | 1    | 0,10 |
| Club Puebla · México | 1ª            | 2018-19       | 5   | 1  | 1  | 0  | 0 | 0  | 6   | 1    | 0,25 |
| Club Puebla · México | Total club    | Total club    | 5   | 1  | 1  | 0  | 0 | 0  | 6   | 1    | 0,25 |
| Avispa Fukuoka Japón | 2ª            | 2019          | 10  | 1  | 0  | 0  | 0 | 0  | 10  | 1    | 0,1  |
| Avispa Fukuoka Japón | Total club    | Total club    | 10  | 1  | 0  | 0  | 0 | 0  | 10  | 1    | 0,1  |
| Figueirense · Brasil | 2ª            | 2020          | 3   | 0  | 0  | 0  | 0 | 0  | 3   | 0    | 0,0  |
| Figueirense · Brasil | Total club    | Total club    | 3   | 0  | 0  | 0  | 0 | 0  | 3   | 0    | 0,0  |
| Once Caldas · Colombia | 1ª            | 2021          | 0   | 0  | 0  | 0  | 0 | 0  | 0   | 0    | 0,0  |
| Once Caldas · Colombia | Total club    | Total club    | 0   | 0  | 0  | 0  | 0 | 0  | 0   | 0    | 0,0  |
| Total carrera | Total carrera | Total carrera | 229 | 27 | 52 | 13 | 9 | 0  | 290 | 40   | 0,14 |
| (1) Incluye datos de la Copa Colombia (2011-2013), Superliga de Colombia (2012). (2) Incluye datos de la Copa Libertadores de América (2010-2011). (3) Media de goles por encuentro. No incluye goles en partidos amistosos. |               |               |     |    |    |    |   |    |     |      |      |

### Hat-tricks
| 1 | 28 de febrero de 2017 | Víctor Manuel Reyna, Chiapas | Jaguares Chiapas - Potros UAEM |  | 3 - 2 | Copa México |

## Palmarés

### Campeonatos nacionales
| Título              | Club              | País     | Año  |
| ------------------- | ----------------- | -------- | ---- |
| Torneo Apertura     | Once Caldas       | Colombia | 2009 |
| Torneo Finalización | Once Caldas       | Colombia | 2010 |
| Copa Colombia       | Atlético Nacional | Colombia | 2012 |
| Torneo Apertura     | Atlético Nacional | Colombia | 2013 |